# Девинци
Девинци (болг. Девинци) — село в Болгарии. Находится в Кырджалийской области, входит в общину Момчилград. Население составляет 129 человек.

## Политическая ситуация
В местном кметстве Девинци, в состав которого входит Девинци, должность кмета (старосты) исполняет Шенай Али Юмер (Движение за права и свободы (ДПС)) по результатам выборов.
Кмет (мэр) общины Момчилград — Ердинч Исмаил Хайрула (Движение за права и свободы (ДПС)) по результатам выборов.